# فولفجانج فرانك
فولفغانغ فرانك (بالألمانية: Wolfgang Frank)‏ مواليد 21 فبراير 1951 في رايشنباخ وتوفي عام 7 سبتمبر 2013 في ماينز كان لاعب كرة قدم ومدرب سابق.

## المسيرة

### مسيرة الاحتراف
بدأ مسيرته الاحترافية في الدوري الألماني لنادي Kirchheim عام 1971 ولعب لعدة أندية في الدوري منها نادي شتوتغارت وأكمل حتى معهم عام 1973 ولعب 55 مباراة وسجل 23 وأنتقل إلى نادي آينتراخت براونشفايغ في عام 1973 حتى 1977 وسجل 52 هدف في 106 مباريات ثم أنتقل إلى نادي بوروسيا دورتموند ولعب 34 وسجل 10 أهداف خلال موسمين وأكمل لعدة أنديه في الدوري الألماني، نادي نورنبرغ وFSV Bad Windsheim وأنتقل إلى الدوري السويسري في نادي FC Glarus

### مسيرة التدريب
و بدأ التدريب في الدوري السويسري وعدة أندية منها FC Glarus و نادي آراو وFC Wettingen و نادي فينترتور و من ثم درب نادي روت فايس إيسن في الدوري الألماني ودرب ماينتس 05 في عام 1995 ثم أكمل معهم سنتين ثم أنتقل إلىأوستريا فيينا عام 1997 وعاد لماينتس 05 عام 1998 ومن عام 2000 درب العديد من الأندية وهي نادي دويسبورغ و SpVgg Unterhaching و ساتشسين لايبزيغ وكيكرز أوفنباخ وWuppertaler SV Borussia و فيهين فيسبادن وكارل زايس يينا ونادي أويبن وأنهى مسيرته عام 2012

## روابط خارجية
- فولفجانج فرانك على موقع قاعدة بيانات كرة القدم.إي يو (الإنجليزية)
- فولفجانج فرانك على موقع بيانات كرة القدم. دي إي (الألمانية)
- فولفجانج فرانك على موقع عالم كرة القدم.نت (الإنجليزية)